# Oberstrass
Oberstrass (toponimo tedesco) è un quartiere di Zurigo di 10 556 abitanti, nel distretto 6.

## Storia

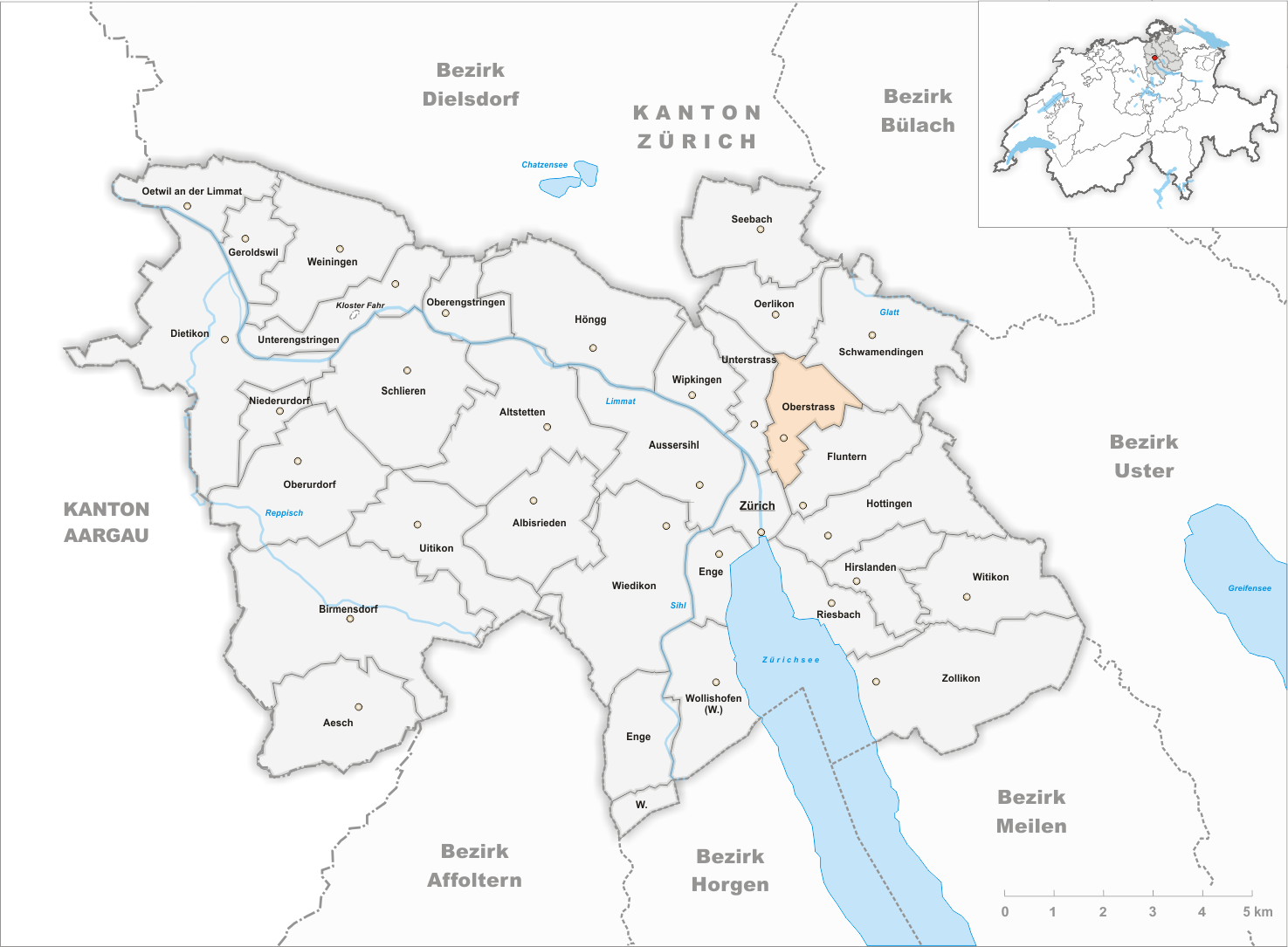
Il territorio del comune di Oberstrass prima degli accorpamenti comunali del 1893

Già comune autonomo, nel 1893 è stato accorpato al comune di Zurigo assieme agli altri comuni soppressi di Aussersihl, Enge, Fluntern, Hirslanden, Hottingen, Leimbach, Riesbach, Unterstrass, Wiedikon, Wipkingen e Wollishofen. Dopo l'incorporazione formò, assieme a Unterstrass e Wipkingen, il IV distretto. Nel 1913 passò al nuovo distretto 6 unitamente a Unterstrass.

## Monumenti e luoghi d'interesse
- Chiesa riformata, ricostruita nel 1910[1].

## Amministrazione
Ogni famiglia originaria del luogo fa parte del cosiddetto comune patriziale e ha la responsabilità della manutenzione di ogni bene ricadente all'interno dei confini del comune.

## Società

### Evoluzione demografica
L'evoluzione demografica è riportata nella seguente tabella:
Abitanti censiti